# Consumo specifico di vapore
Il consumo specifico di vapore (CSV) è un parametro termodinamico con il quale si possono confrontare impianti di dimensioni diverse che fanno riferimento a cicli diretti a vapore.
Viene definito come la portata di massa di fluido motore necessaria ad ottenere l'unità di potenza netta.
Qualora la portata di massa del fluido motore non sia la stessa in tutto l'impianto si farà riferimento al punto più opportuno in cui calcolarla.
L'unità di misura in cui è espresso sono i kg/kWh, cioè i chilogrammi di vapore necessario per produrre un chilowattora di energia netta.